# Delegacja do Kongresu USA stanu Oklahoma

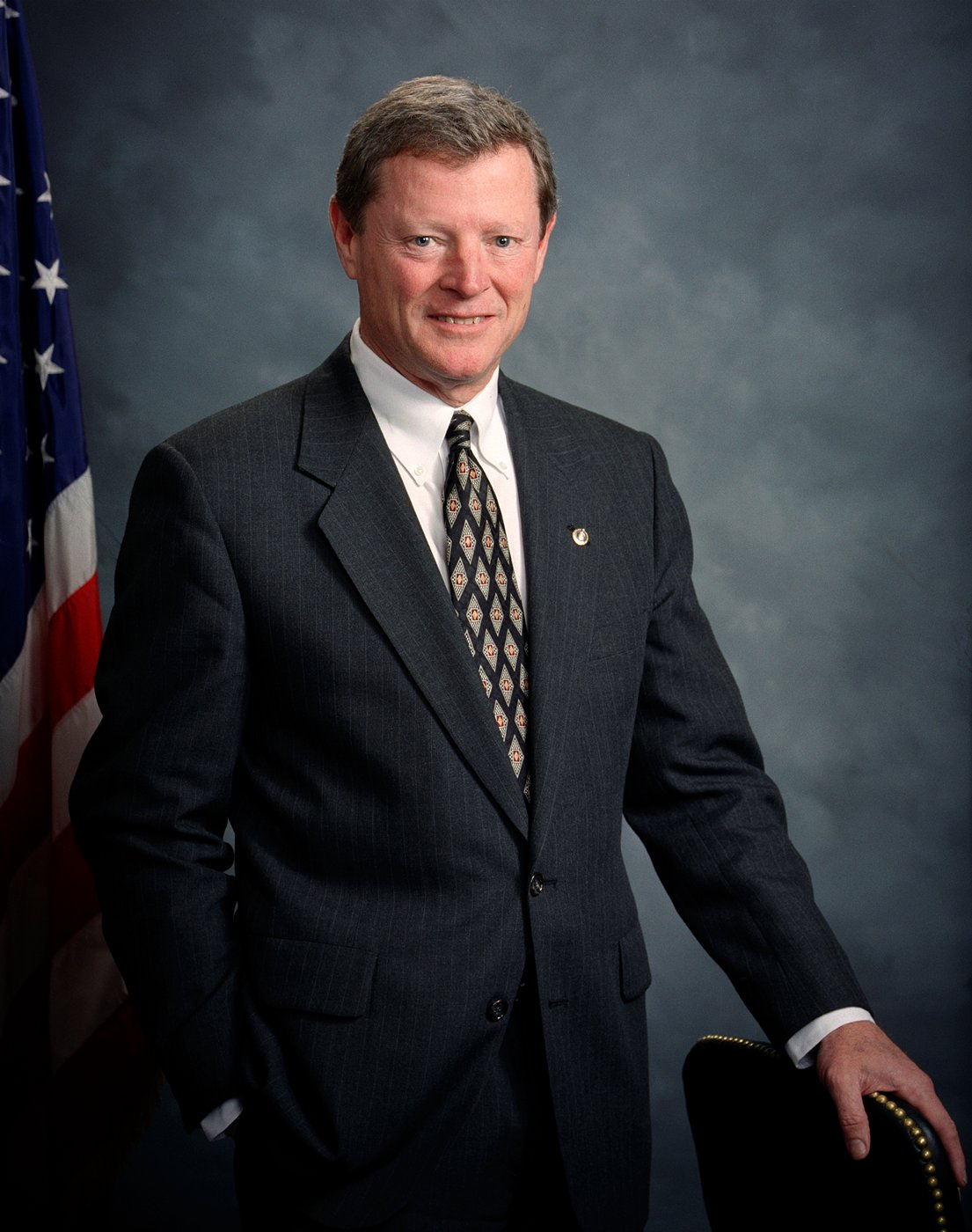
Senator Jim Inhofe jest najstarszym stażem kongresmenem ze stanu (od 1987)

Delegacja do Kongresu Stanów Zjednoczonych stanu Oklahoma liczy siedmiu kongresmenów (dwóch senatorów oraz pięciu reprezentantów). Oklahoma została przyjęta do Unii jako 46. stan dnia 16 listopada 1907, więc stanowa reprezentacja zasiada od 60. Kongresu (1907–1909).
Czynne prawo wyborcze przysługuje tym Amerykanom, którym przysługuje prawo głosu w wyborach do stanowej Izby Reprezentantów (Oklahoma House of Representatives).

## 111. Kongres (2009-2011)
W ostatnich wyborach 4 listopada 2008 wybierano reprezentantów oraz senatora. W wyborach do Senatu uzyskał reelekcję Jim Inhofe (Partia Republikańska).
W najbliższych wyborach 2 listopada 2010 mieszkańcy będą wybierać pięciu reprezentantów oraz jednego senatora. O reelekcję ubiegać się będzie senator Tom Coburn z Partii Republikańskiej.
| Senat | Senat      | Senat  | Senat             |
| Klasa | Senator    | Partia | Urzęduje od       |
| ----- | ---------- | ------ | ----------------- |
| 2     | Jim Inhofe | R      | 17 listopada 1994 |
| 1     | Tom Coburn | R      | 3 stycznia 2005   |

| Izba Reprezentantów | Izba Reprezentantów | Izba Reprezentantów | Izba Reprezentantów |
| Okręg               | Reprezentant        | Partia              | Urzęduje od         |
| ------------------- | ------------------- | ------------------- | ------------------- |
| 1                   | John Sullivan       | R                   | 15 lutego 2002      |
| 2                   | Dan Boren           | D                   | 3 stycznia 2005     |
| 3                   | Frank Lucas         | R                   | 10 maja 1994        |
| 4                   | Tom Cole            | R                   | 7 stycznia 2003     |
| 5                   | Mary Fallin         | R                   | 4 stycznia 2007     |

## 110. Kongres (2007-2009)
W wyborach 7 listopada 2006 wybierano tylko reprezentantów. Deputowanego Ernesta Istooka (Partia Republikańska) ubiegającego się o stanowisko gubernatora zastąpiła partyjna koleżanka Mary Fallin.

## Liczba kongresmenów
W 1889, gdy po raz pierwszy precyzyjnie zostały wytyczone granice Terytorium Indiańskiego, a południowe jego części stanęły otworem dla białych, otrzymało ono prawo wyboru jednego delegata do Izby Reprezentantów niemającego jednak prawa głosu. W 1890 z południowej i zachodniej części Terytorium Indiańskiego wydzielono Terytorium Oklahomy by w 1907 z ziem całego Terytorium Indiańskiego utworzyć nowy stan – Oklahoma. W związku z gwałtownie rosnącą populacją stan otrzymał już na początku swojego istnienia możliwość wyboru aż pięciu reprezentantów oraz dwóch senatorów. Do 1933 rosła także liczba kongresmenów, jednak lata 40. i 50. przyniosły spadek liczby ludności, a zarazem spadek liczby delegatów. W 2003 liczba kongresmenów spadła mimo dodatniego przyrostu ludności i wynosi obecnie siedmiu kongresmenów (w tym 2 senatorów).

### Zmiany liczby reprezentantów
| - 1889–1907 – 1 (bez prawa głosu) - 1907–1913 – 5 - 1913–1933 – 8 - 1933–1943 – 9 | - 1943–1953 – 8 - 1953–2003 – 6 - od 2003 – 5 |  |